# Колон (Минесота)
Колон (енгл. Cologne) град је у америчкој савезној држави Минесота.

## Демографија
По попису из 2010. године број становника је 1.519, што је 507 (50,1%) становника више него 2000. године.
| Група             | 2000.       | 2010.         |
| Белци             | 975 (96,3%) | 1.420 (93,5%) |
| Афроамериканци    | 0 (0,0%)    | 14 (0,9%)     |
| Азијати           | 15 (1,5%)   | 18 (1,2%)     |
| Хиспаноамериканци | 15 (1,5%)   | 49 (3,2%)     |
| Укупно            | 1.012       | 1.519         |